# Spilosmylus formosus
Spilosmylus formosus is een insect uit de familie watergaasvliegen (Osmylidae), die tot de orde netvleugeligen (Neuroptera) behoort. 
Spilosmylus formosus is voor het eerst wetenschappelijk beschreven door Banks in 1924. De soort komt voor op Mindanao (Filipijnen).